# ブドヴァ
ブドヴァ(セルビア語:Budva/Будва、イタリア語:Budua)は、アドリア海に面したモンテネグロの町。ブドヴァ基礎自治体の中心地。周囲は海岸であり、ブドヴァンスカ・リヴィエラ（Budvanska Rivijera）と呼ばれる、モンテネグロ観光の中心地である。砂浜、多様なナイトライフ、地中海建築群の秀例で知られる。ブドヴァはおよそ2500年の歴史を持つアドリア海沿岸の古都である。

## 気候
ブドヴァは典型的な地中海性気候で、暑い夏と温暖な冬が特徴である。年間通じての晴天日は230日。1月の平均気温は8℃、7月の平均気温は27.9℃。夏期の平均気温は、23.1℃、冬の平均気温は9.3℃である。夏の間の海水温は24.7℃以上になり、秋の間も18℃から19℃ある。

## 歴史
多量の考古学的証拠から、ブドヴァの地にはアドリア海沿岸最古の定住地があったと見られ、多くが歴史的な証拠から紀元前5世紀に遡るとする。伝説では、ブドヴァはフェニキア人カドモスが妻ハルモニアとともにテーバイから逃れてこの地に身を隠したとする。
2つの異なる文明が無数の痕跡を残した。古代ギリシャと古代ローマである。ローマ帝国が衰退し東西に領土が分けられると、2つの勢力を分ける防御壁がこの地域を通過し、その結果この町に文化と歴史の衝突を残した。中世、ブドヴァは南スラヴ人国家ドゥクリャ（en:Duklja）の代々の王、ゼタ公国（en:Principality of Zeta）の貴族に治められた。

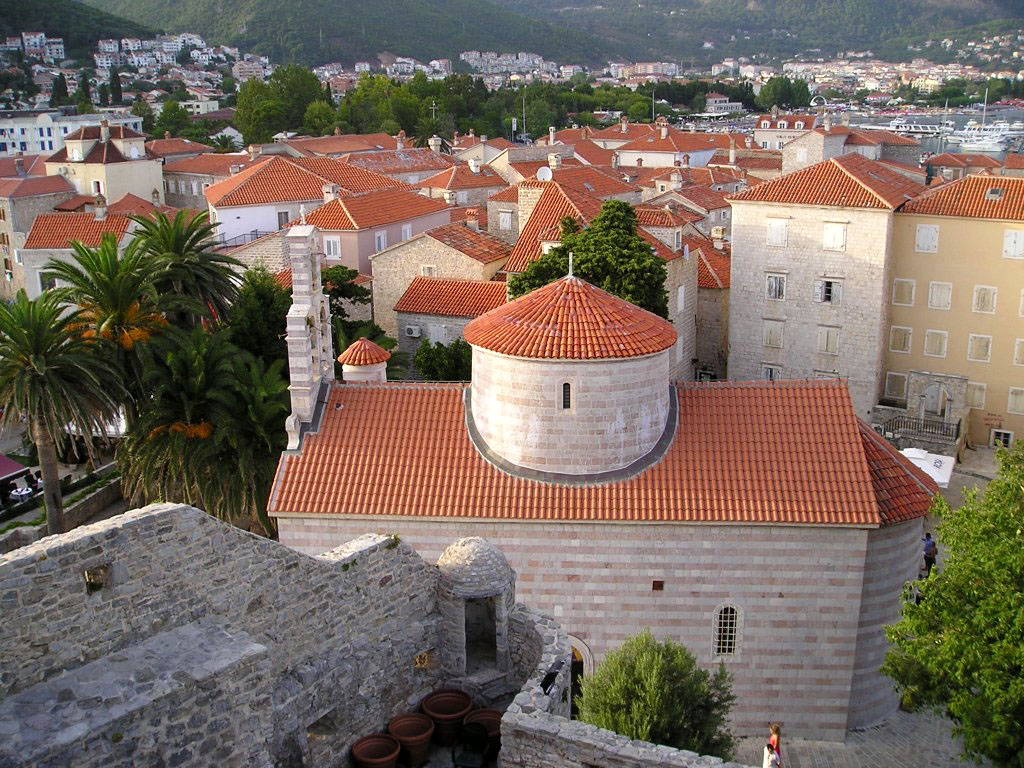

ヴェネツィア共和国がおよそ400年もの間この町を支配した。彼らは町をブドゥアと呼び、コトル湾地方を治め、オスマン帝国の侵略に対抗して強力な城壁で町を強化した。住民のほとんどが19世紀までヴェネツィア方言を話していたと、歴史家ルイージ・パウルッチは1810年の自著『コトル湾1810年』（Le Bocche di Cattaro nel 1810）に記している。
激動の時代が来て、ブドヴァは幾度もその宗主国が代わることになる。オーストリア、フランス、そしてロシアである。コトル湾そしてブドヴァのモンテネグロとの統合は事実上1813年から1814年まで行われたが、1918年までブドヴァはオーストリア＝ハンガリー帝国のもとに置かれた。第一次世界大戦後、セルビア王国軍がブドヴァを解放し、ユーゴスラビア王国の一部となったが、1941年にイタリア王国に併合された。
第二次世界大戦中、この地方に住む多くの住民が対ファシスト戦で戦った。1944年11月22日、イタリア降伏後に占領していたナチスからついに解放された。のち社会主義体制のユーゴスラビアへ帰属し、現在は新たに独立したモンテネグロの一部となっている。 
1979年4月15日、破滅的な地震がブドヴァを襲った。旧市街のほとんどが被害を受けたが、今日その痕跡はわずかである。ほとんどの建築物が原型通りに治されたのである。

## ブドヴァ旧市街

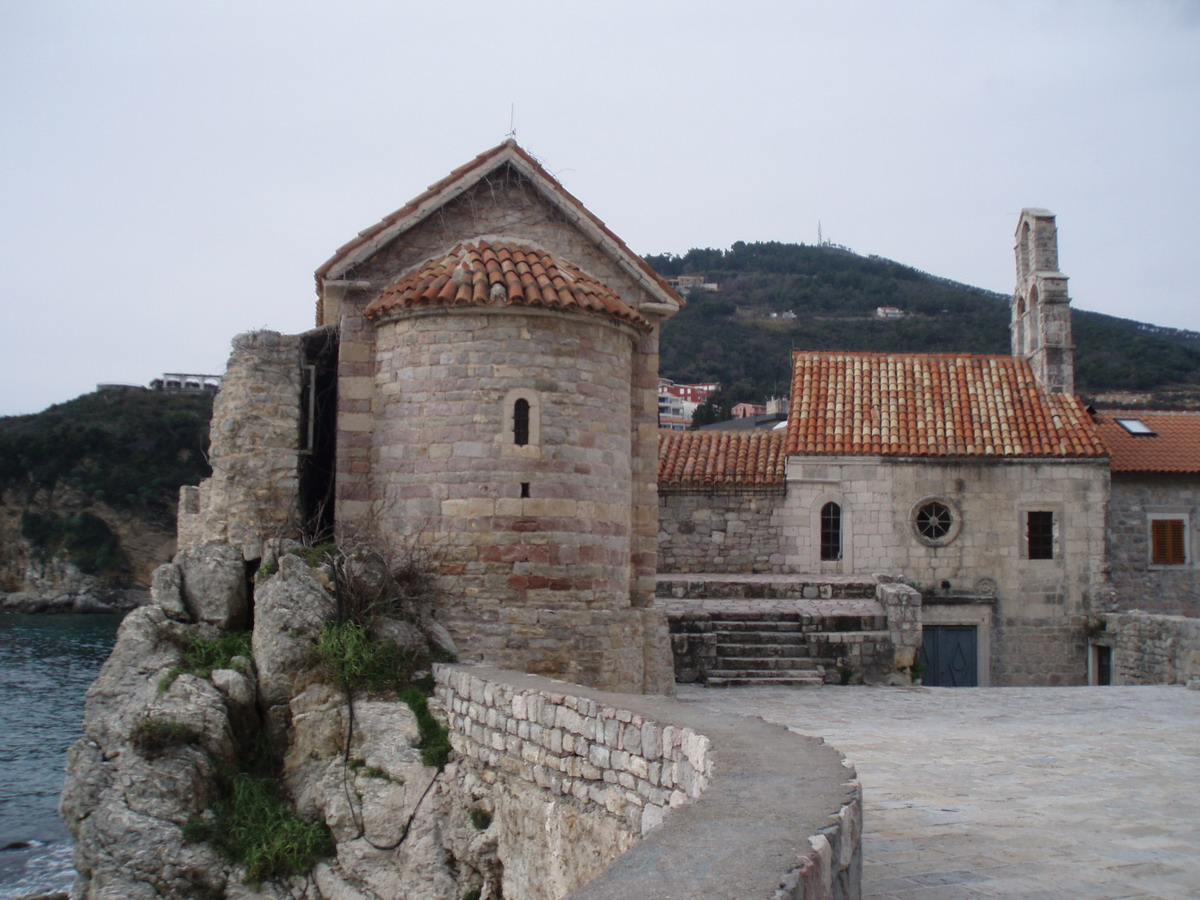
旧市街の教会

旧市街は多くの違う発祥からの民話が存在する。学者と歴史家らは、ブドヴァが最初は一つの島で、後に砂質の地峡で岸とつながったと信じている。ブドヴァ市とともに旧市街は、ブートゥア（Boutoua）という名のギリシャ人船乗りによって発見されたと言われてきた。すぐにローマ帝国は、現在のモンテネグロ領の海岸地帯全体を手中に収め、多大な影響を与えたのである。
旧市街の建築物の大半は、ヴェネツィア共和国時代のものである。ドア、蝶番、窓、バルコニー、その他多くの小さいが人目をひくものは、ヴェネツィアのローマ様式をとどめているようである。旧市街には3つの主要教会がある。第一に、7世紀に建てられた聖イヴァン教会、第二に、840年からあるという聖マリヤ教会、第三に、1804年建設の至聖三者教会である。旧市街にあるヴェネツィア城壁は有名な観光場所である。

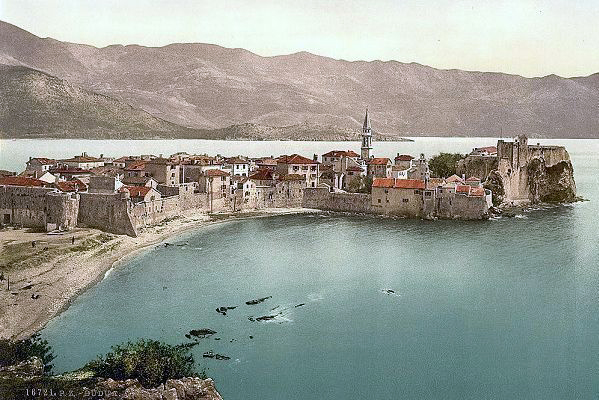
1900年の絵はがきに描かれた、ブドヴァのヴェネツィア城壁

旧市街は1979年の地震で多大な損害を被ったことで有名で、町全体が再建されている。1987年までかかって再建が完全に終了した。

## 人口
ブドヴァは、近隣の町ベチチ（Bečići）とペトロヴァツ（Petrovac）を含むブドヴァ基礎自治体の行政中心地である。人口は2004年で16,095人を数えた。町のみでは14,458人であった。

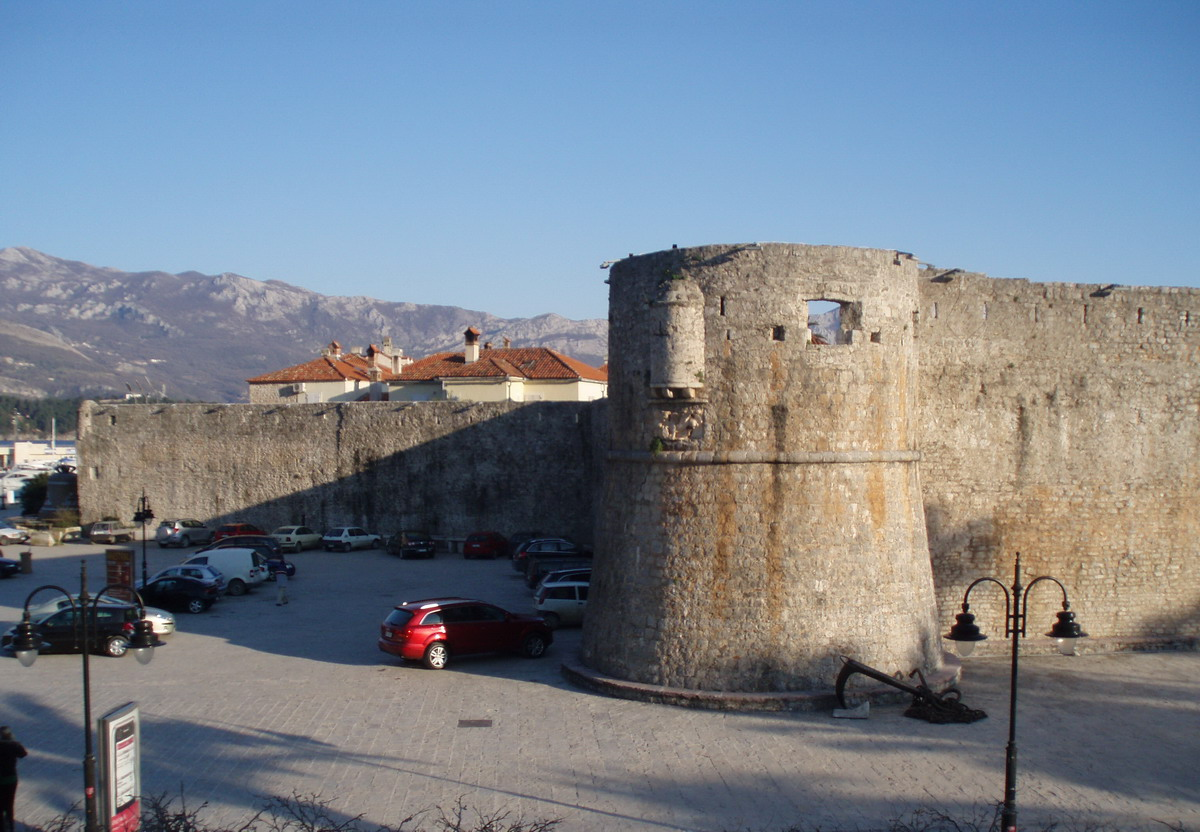

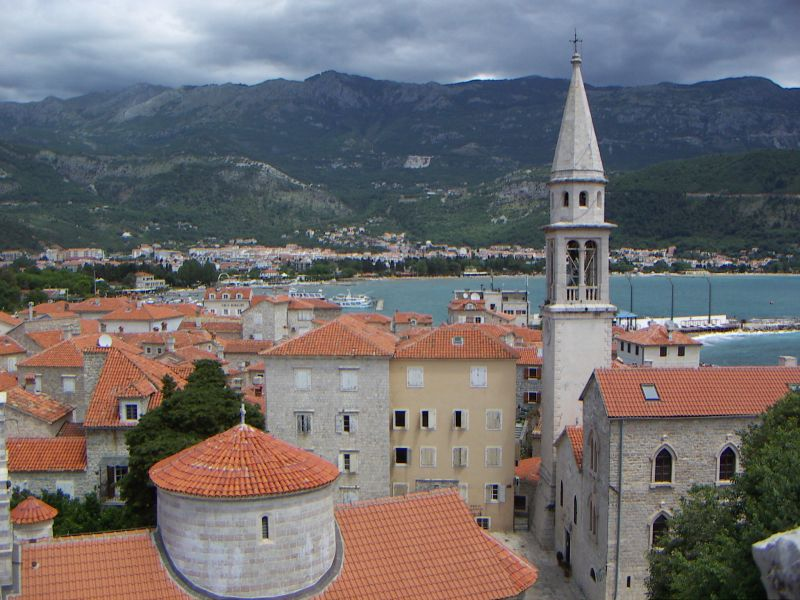
ブドヴァ旧市街

1991年調査では、人口は11,710人であった: 
- 7,318 モンテネグロ人 (62.49%)
- 2,631 セルビア人 (22.46%)
- 1,006 ユーゴスラビア人 (8.59%)
- 176 ムスリム人 (1.5%)
- 134 クロアチア人 (1.14%)
- 74 アルバニア人 (0.63%)
- 371 その他 (3.19%)

民族 (2004年)
| 民族                   | 人数   | ％    |
| ---------------------- | ------ | ----- |
| モンテネグロ人         | 7,333  | 45.56 |
| セルビア人             | 6,510  | 40.45 |
| ムスリム人             | 205    | 1.27  |
| クロアチア人           | 177    | 1.1   |
| アルバニア人           | 60     | 0.37  |
| ロマ人                 | 32     | 0.23  |
| ボスニア人             | 22     | 0.14  |
| その他                 | 460    | 2.86  |
| 民族を明らかにしない者 | 1,153  | 7.16  |
| データ不詳             | 138    | 0.86  |
| 合計                   | 16,095 | 100%  |

## 観光
モンテネグロ観光の中心地で、2007年夏季の観光シーズンにはおよそ330,000人の観光客が訪れた人気の地である。11km以上ある海岸線には良質の砂浜が何カ所もある。若者に人気のある夜遊びの町でもあり、日付が変わってもオープン・エアのクラブで騒ぐことは珍しくない。
歴史的な町並みの続く旧市街の外へ出ると、ブドヴァには歴史を偲ばせる建造物がない。20世紀以降に建てられた、地中海式の現代風の建物が続く。これは、混乱の続いた1990年代に都市計画なしに市街を拡大させたせいである。その結果として、町の一部には狭い通りとおびただしい数の袋小路が出現することになった。これが、夏期の観光期に大きな交通渋滞を引き起こす原因になっている。
町のインフラにも不安を抱えている。海岸地帯であることから、飲料水の確保が問題となっている（夏期の観光期は、ちょうど乾季と重なる）。近頃は、ブドヴァに滞在する観光客がピーク時に100,000人に達することもあり、停電が珍しくない。その他の問題は、ブドヴァ周辺の交通渋滞と駐車場問題である。海水浴に出かけていた観光客が引き上げてくる午後になると常に渋滞が発生し、10kmの距離である隣接のスヴェティ・ステファンからブドヴァまで戻るのに約一時間かかってしまう。

## 交通
モンテネグロ内陸部と2つの高速道路で結ばれている。ヘルツェグ・ノヴィから伸びるアドリア海沿岸高速道（en:Adriatic Highway）が通っている。
- ティヴァト空港　-　20km離れている。ベオグラード、チューリヒとの定期路線がある。夏期にはチャーター便もある。
- ポドゴリツァ空港　-　65km離れている。ヨーロッパ各都市との定期路線がある。

## その他
- ブドヴァは、別名『モンテネグロのクウェート』と呼ばれている。元々の人口が少ない割に、多くの数のミリオネアが暮らしているからである。2000年に入ってからの不動産ブームで、地元の旧家がブドヴァ周辺に所有する一家の資産を外国人、特にロシア人、アイルランド人、イギリス人に売ったのである。かつて貧しい漁村だったブドヴァは、かくしてヨーロッパ一ミリオネアの住む自治体となった。
- 2007年7月、ブドヴァはロックバンド、ローリング・ストーンズのコンサート開催地（彼らのツアー開催場所として最小の自治体）となった。コンサートには町の人口の3倍にあたる35,000人の観衆が集まった。

## 姉妹都市
- ノヴィ・サド、セルビア
- バンスカー・ビストリツァ、スロヴァキア
- オフリド、マケドニア共和国